# Boerhavia schomburgkiana
Boerhavia schomburgkiana är en underblomsväxtart som beskrevs av Daniel Oliver. Boerhavia schomburgkiana ingår i släktet Boerhavia och familjen underblomsväxter. Inga underarter finns listade i Catalogue of Life.